# Levínská Olešnice
Levínská Olešnice település Csehországban, Semilyi járásban. Levínská Olešnice Horka u Staré Paky, Studenec, Roztoky u Jilemnice, Vidochov, Stará Paka és Nová Paka településekkel határos. Lakosainak száma 333 fő (2024. január 1.).

## Népesség
A település lakosságának változását az alábbi diagram mutatja:
| Lakosok száma | 1483 | 1276 | 1116 | 607  | 429  | 349  | 355  | 364  | 340  | 333  |
|               | 1869 | 1900 | 1921 | 1961 | 1980 | 2011 | 2016 | 2019 | 2021 | 2024 |